# عذراء المعولية
عذراء بنت هلال المعولية باحثة عمانية مديرة لمركز الدراسات والبحوث بوزارة الصحة. وهي من ضمن أفضل أربع باحثات علميات في الشرق الأوسط لجائزة لوريال يونيسكو للعلوم 2015 عن بحثها في (تقييم دور وحجم كمية الخلايا الجذعية المسرطنة في التنبؤ وعودة سرطان الدم الحاد).

## مسيرتها العلمية والعملية
حاصلة على بكالوريوس في العلوم الصحية من جامعة السلطان قابوس عام 2000. وماجستير من جامعة أدليد الأسترالية 2005 في العلوم الطبية وحصلت على شهادة الدكتوراه في الطب عام 2008 من جامعة أدليد بأسترالية كما انها حصلت على دبلوم من جامعة أدليد الأسترالية عام 2008. تعمل حاليا مديرة لمركز الدراسات والبحوث بوزارة الصحة وممتحنة خارجية لطلبة الماجستير بجامعة السلطان قابوس.

## حول رسالة الدكتوراه
عملت عذراء على رسالة الدكتوراه التي قامت به في أستراليا واستطاعت من خلالها الوصول لأول بادرة امل لعلاج مرض سرطان الدم «اللوكيميا». فالمتتبع لأمراض سرطان الدم باستطاعته معرفة حجم المشكلة التي يمثلها المرض من خلال فرص الشفاء القليلة جدا اذ تقل في كثير من الأحيان عن 50٪ لذا ركزت في دراستها للوصول الي المسبب الرئيس لعودة المرض وذلك من خلال محاولة التوصل إلى الخلايا الجذعية المسرطنة والتي لا يمكن للأدوية الكيماوية معالجتها والقضاء عليها. عملت عذراء على إيجاد وتحديد مستقل موجود في الخلايا الجذعية المسرطنة وتحديدها وفصلها. عن تلك الطبيعة في مجال سرطانات الدم كما ساعدت الصفات الجينية على التأكد من ان الخلايا الجذعية التي تم فصلها عبر استخدام المستقبلات المتوفرة في غطائها الخارجي (العامل 123) من النجاح في فصل الخلايا الجذعية المسرطنة.

## انجازات
حصلت عذراء على عدة جوائز منها زمالة الشرق الأوسط لجائزة لوريال يونسكو من المجلس الوطني للبحوث العلمية بفرنسا عام 2015. وجائزة المرأة للإجادة في القطاع الصحي، وجائزة الجمعية الأسترالية للأبحاث الطبية بأفضل بحث علمي 2007. وتم اختيارها ضمن أفضل 40 شخصية ناجحة واعدة في كتاب جوهرة عمان عام 2011. في عام 2007 حصلت على تمويل بحث «تقييم دور وكمية الخلايا الجذعية المسرطنة في سرطان الدم الحاد» من مجلس البحث العلمي ومنحة لعرض أفضل البحوث العلمية من الجمعية الأسترالية الأسيوية لتدفق الخلايا بأستراليا.

## المنشورات والبحوث العلمية
هناك العديد من المنشورات العلمية التي قدمتها كباحث أول منها: بحث علمي في مجلة بحوث الخلايا الجذعية 2013. وبحث علمي اخر في مجلة الخلايا التدفقية الأمريكية 2013. وبحث علمي في مجلة الخلايا الاكلينيكية الأمريكية 2010 واخر عام 2009. أيضا بحثين علميين نشرا في مجلة عمان الطبية عام 2015 واخر عام 2010. وبحث علمي عام 2008 نشر في المجلة الأمريكية لعلم الأمراض. وفي عام 2009 بحث علمي نشر في المجلية الدولية لمختبرات أمراض الدم.  